# Памона Парк (Флорида)
Памона Парк (енгл. Palmona Park) насељено је место без административног статуса у америчкој савезној држави Флорида.

## Демографија
По попису из 2010. године број становника је 1.146, што је 207 (-15,3%) становника мање него 2000. године.
| Група             | 2000.         | 2010.       |
| Белци             | 1.161 (85,8%) | 872 (76,1%) |
| Афроамериканци    | 2 (0,1%)      | 31 (2,7%)   |
| Азијати           | 10 (0,7%)     | 6 (0,5%)    |
| Хиспаноамериканци | 158 (11,7%)   | 218 (19,0%) |
| Укупно            | 1.353         | 1.146       |